# Cardamine resedifolia
Cardamine resedifolia es una especie fanerógama perteneciente a la familia Brassicaceae.

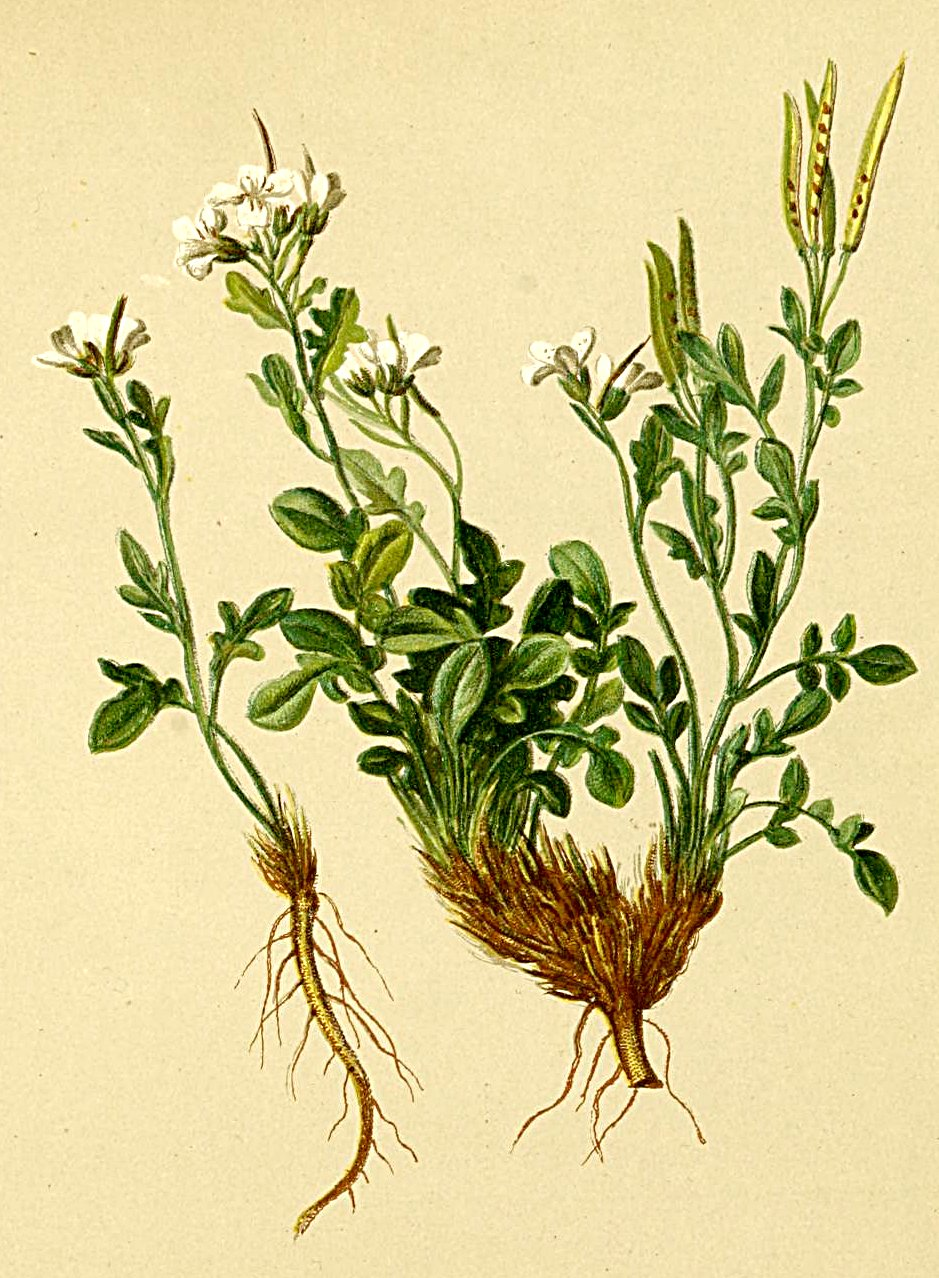
Ilustración

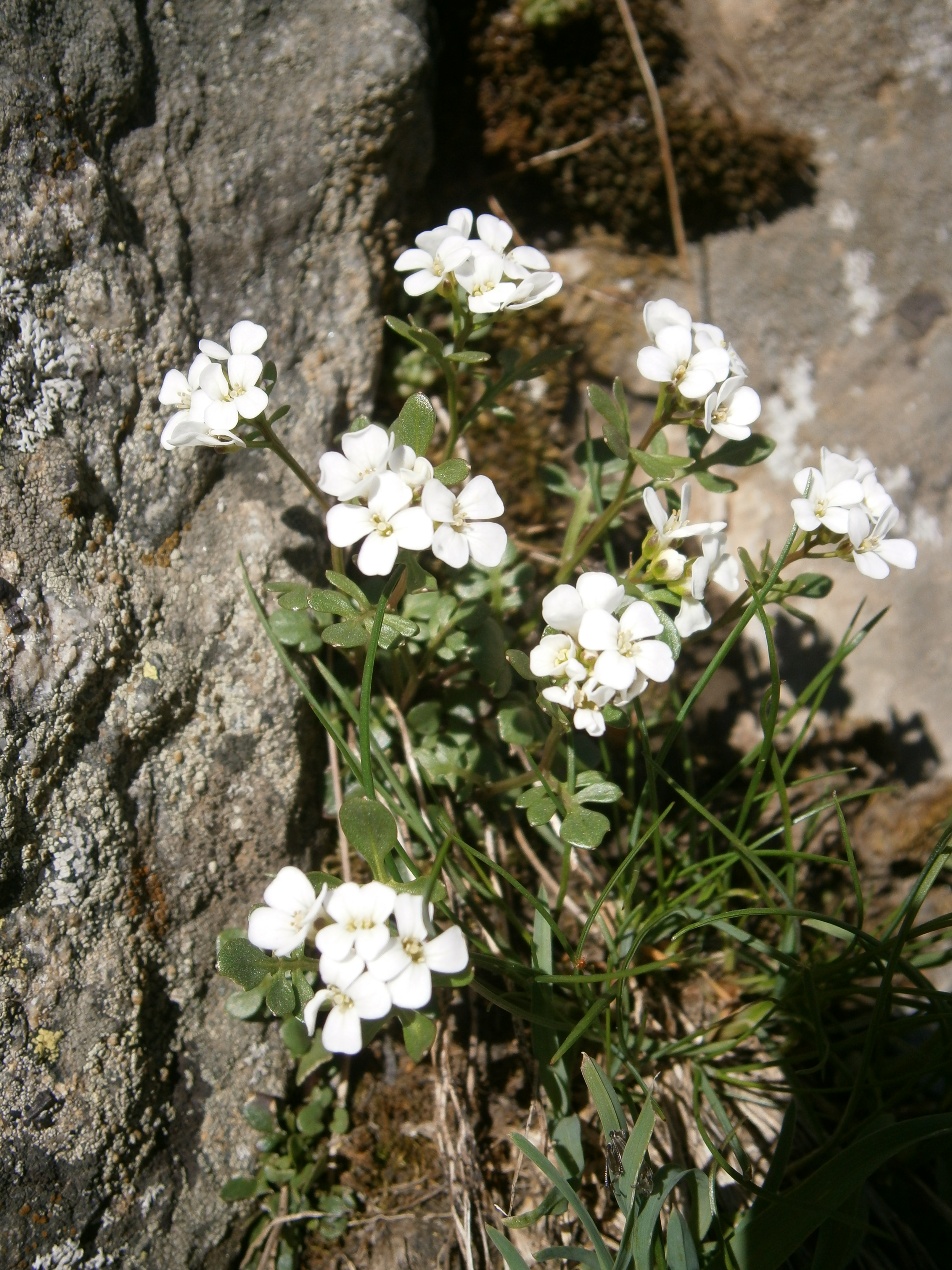
Vista de la planta en su hábitat

## Descripción
Planta con hojas básales enteras y largamente pecioladas, las caulinares con 3-5 segmentos, pecíolos provistos en su base de pequeñas aurículas amplexicaules y valvas de las silicuas sin nervio medio marcado

## Distribución y hábitat
Tiene una distribución que va desde España hasta los Balcanes, Cárpatos y Sudetes. También en los Alpes.
En el tramo inferior del piso alpino de la zona suroeste de Peña Prieta, Cardamine resedifolia vive en las fisuras de los afloramientos de rocas ígneas, silíceas, del Carbonífero.
(cf. VEEN, Leidse Geol. Meded. 35: 71. 1965) — posiblemente pórfidos cuarzodioríticos —
conviviendo con Potentilla nivalis Lapeyr. subsp. asturica (Font-Quer & Guinea) Laínz,
Valeriana apula Pourr., Murbeckiella boryi (Boiss.) Rothm., Saxifraga oppositifolia L., Alchemilla plicatula Gand., Saxifraga willkommiana Boiss, ex Leresche, Asplenium viride
Hudson, Silene acaulis (L.) Jacq., Sempervivum giuseppii Wale, Sedum alpestre Vill., Linaria supina (L.) Chaz., s.l., Juncus trifidus L., Minuartia villarsii (Balb.) Wilzeck & Chenevard. y Poa alpina L. la particular naturaleza del substrato permite esta llamativa combinación de plantas de apetencias edáficas marcadamente opuestas, las cuales constituyen comunidades que parecen representar el tránsito o contacto entre las propias de las fisuras de lapiaces calcáreos subalpinos y alpinos orocantábricos del Potentillo asturicae-Valerianetum apulae Rivas-Martínez ex Fernández Areces, Penas & T. E. Díaz 1983 con las comunidades orófilas, fisurícolas, silicícolas y orocantábricas del Murbeckiella boryi-Saxifragetum willkommianae F. Prieto 1983 corr. Rivas-Martínez & al. 1984.

En los Pirineos, se circunscribe a microhábitat donde la nieve permanece
bastante tiempo, siendo fiel indicador de substratos areniscosos.
En Sierra Nevada,  parece tener apetencias ecológicas similares a
las descritas, puesto que crece en fisuras húmedas de rocas silíceas en los pisos oro y criomediterráneo del sector Nevadense.
En la Espacio natural de las Sierras de la Paramera y Serrota con Cryptogramma crispa y Asplenium septentrionale.
Coloniza fisuras y roquedos silíceos o pastos pedregosos con nieve hasta el verano.

## Taxonomía
Cardamine resedifolia fue descrita por Carlos Linneo y publicado en Species Plantarum 2: 656. 1753.
Etimología
Cardamine: nombre genérico que deriva del griego kardamon  = "cardamomo" - una planta independiente en la familia del jengibre, usado como condimento picante en la cocina. 
resedifolia: epíteto latino 
Sinonimia
- Arabis hastulata Bertero ex DC.
- Arabis resedifolia Lam.
- Cardamine gelida Schott
- Cardamine hamulosa Bertol.
- Cardamine hastulata Steud.
- Cardamine heterophylla Bory
- Cardamine heterophylla Host
- Cardamine insularis Rouy & Foucaud
- Cardamine nivalis Schur
- Crucifera resedifolia E.H.L.Krause
- Ghinia resedifolia Bubani[3]